# Sousel
Sousel é uma vila portuguesa situada no distrito de Portalegre, região Alentejo e sub-região do Alto Alentejo.
É sede do município de Sousel com 279,32 km² de área e 4.401 habitantes (2023), subdividido em 4 freguesias. O município é limitado a norte pelos municípios de Avis e Fronteira, a leste e sul por Estremoz, a sudoeste por Arraiolos e a oeste por Mora.

## Evolução da População do Município
Os Recenseamentos Gerais da população portuguesa, regendo-se pelas orientações internacionais da época (Congresso Internacional de Estatística de Bruxelas de 1853), tiveram lugar a partir de 1864.
De acordo com os dados provisórios avançados pelo INE o distrito de Portalegre registou em 2021 um decréscimo populacional na ordem dos 11,5% relativamente aos resultados do censo de 2011. No concelho de Sousel esse decréscimo rondou os 11.5%.

| Número de habitantes | Número de habitantes | Número de habitantes | Número de habitantes | Número de habitantes | Número de habitantes | Número de habitantes | Número de habitantes | Número de habitantes | Número de habitantes | Número de habitantes | Número de habitantes | Número de habitantes | Número de habitantes | Número de habitantes | Número de habitantes |
| -------------------- | -------------------- | -------------------- | -------------------- | -------------------- | -------------------- | -------------------- | -------------------- | -------------------- | -------------------- | -------------------- | -------------------- | -------------------- | -------------------- | -------------------- | -------------------- |
| 1864                 | 1878                 | 1890                 | 1900                 | 1911                 | 1920                 | 1930                 | 1940                 | 1950                 | 1960                 | 1970                 | 1981                 | 1991                 | 2001                 | 2011                 | 2021                 |
| 4959                 | 5522                 | 5845                 | 6487                 | 7685                 | 8279                 | 9470                 | 11201                | 11702                | 10578                | 7490                 | 7259                 | 6150                 | 5780                 | 5074                 | 4360                 |

(Obs.: Número de habitantes "residentes", ou seja, que tinham a residência oficial neste município à data em que os censos  se realizaram.)	
| Número de habitantes por Grupo Etário | Número de habitantes por Grupo Etário | Número de habitantes por Grupo Etário | Número de habitantes por Grupo Etário | Número de habitantes por Grupo Etário | Número de habitantes por Grupo Etário | Número de habitantes por Grupo Etário | Número de habitantes por Grupo Etário | Número de habitantes por Grupo Etário | Número de habitantes por Grupo Etário | Número de habitantes por Grupo Etário | Número de habitantes por Grupo Etário | Número de habitantes por Grupo Etário | Número de habitantes por Grupo Etário |
| ------------------------------------- | ------------------------------------- | ------------------------------------- | ------------------------------------- | ------------------------------------- | ------------------------------------- | ------------------------------------- | ------------------------------------- | ------------------------------------- | ------------------------------------- | ------------------------------------- | ------------------------------------- | ------------------------------------- | ------------------------------------- |
|                                       | 1900                                  | 1911                                  | 1920                                  | 1930                                  | 1940                                  | 1950                                  | 1960                                  | 1970                                  | 1981                                  | 1991                                  | 2001                                  | 2011                                  | 2021                                  |
| 0-14 Anos                             | 1 986                                 | 2 492                                 | 2 414                                 | 2 634                                 | 3 751                                 | 3 304                                 | 2 468                                 | 1 455                                 | 1 425                                 | 923                                   | 736                                   | 642                                   | 486                                   |
| 15-24 Anos                            | 1 033                                 | 1 156                                 | 1 510                                 | 1 660                                 | 1 749                                 | 2 175                                 | 1 826                                 | 980                                   | 915                                   | 804                                   | 680                                   | 460                                   | 392                                   |
| 25-64 Anos                            | 2 534                                 | 2 966                                 | 3 049                                 | 3 668                                 | 4 873                                 | 5 162                                 | 5 499                                 | 4 100                                 | 3 557                                 | 3 014                                 | 2 689                                 | 2 390                                 | 2 039                                 |
| = ou > 65 Anos                        | 337                                   | 399                                   | 384                                   | 523                                   | 590                                   | 738                                   | 785                                   | 955                                   | 1 362                                 | 1 409                                 | 1 675                                 | 1 582                                 | 1 443                                 |

(Obs: De 1900 a 1950 os dados referem-se à população "de facto", ou seja, que estava presente no município à data em que os censos se realizaram. Daí que se registem algumas diferenças relativamente à designada população residente)

## Freguesias

Freguesias do município de Sousel.

O município de Sousel está dividido em 4 freguesias:
- Cano
- Casa Branca
- Santo Amaro
- Sousel

## Política

### Eleições autárquicas[7]
| Data | %            | V            | %     | V     | %       | V       | %              | V      | %              | V   | %              | V   | %   | V   | %  | V  | %  | V  | Participação |                |
| Data | FEPU/APU/CDU | FEPU/APU/CDU | PS    | PS    | PPD/PSD | PPD/PSD | CDS-PP         | CDS-PP | PRD            | PRD | MPT            | MPT | IND | IND | BE | BE | CH | CH | Participação |                |
| ---- | ------------ | ------------ | ----- | ----- | ------- | ------- | -------------- | ------ | -------------- | --- | -------------- | --- | --- | --- | -- | -- | -- | -- | ------------ | -------------- |
| Data | 1976         | 38,94        | 2     | 36,69 | 2       | 19,89   | 1              |        |                |     |                |     |     |     |    |    |    |    |              | 79,87 / 100,00 |
| 1979 | 43,82        | 2            | 5,42  | -     | 46,94   | 3       | 88,19 / 100,00 |        |                |     |                |     |     |     |    |    |    |    |              |                |
| 1982 | 35,81        | 2            | 6,51  | -     | 52,66   | 3       | 1,81           | -      | 80,74 / 100,00 |     |                |     |     |     |    |    |    |    |              |                |
| 1985 | 33,50        | 2            | 6,29  | -     | 57,22   | 3       |                |        | 80,57 / 100,00 |     |                |     |     |     |    |    |    |    |              |                |
| 1989 | 18,83        | 1            | 37,34 | 2     | 41,20   | 2       | 77,74 / 100,00 |        |                |     |                |     |     |     |    |    |    |    |              |                |
| 1993 | 8,59         | -            | 42,41 | 2     | 43,80   | 3       | 1,50           | -      | 0,90           | -   | 78,92 / 100,00 |     |     |     |    |    |    |    |              |                |
| 1997 | 22,69        | 1            | 42,47 | 2     | 29,66   | 2       | 1,93           | -      |                |     | 76,53 / 100,00 |     |     |     |    |    |    |    |              |                |
| 2001 | 12,15        | -            | 37,75 | 2     | 42,57   | 3       |                |        | 4,24           | -   | 75,52 / 100,00 |     |     |     |    |    |    |    |              |                |
| 2005 | 17,21        | 1            | 25,42 | 1     | 29,82   | 2       |                |        | 20,90          | 1   | 77,39 / 100,00 |     |     |     |    |    |    |    |              |                |
| 2005 | 17,21        | 1            | 25,42 | 1     | 29,82   | 2       | 3,47           | -      |                |     | 77,39 / 100,00 |     |     |     |    |    |    |    |              |                |
| 2009 | 9,61         | -            | 37,01 | 2     | 50,52   | 3       |                |        | 75,81 / 100,00 |     |                |     |     |     |    |    |    |    |              |                |
| 2013 | 20,69        | 1            | 27,87 | 1     | 46,28   | 3       | 70,47 / 100,00 |        |                |     |                |     |     |     |    |    |    |    |              |                |
| 2017 | 4,99         | -            | 61,16 | 4     | 30,41   | 1       | 1,16           | -      | 76,91 / 100,00 |     |                |     |     |     |    |    |    |    |              |                |
| 2021 | 4,32         | -            | 62,18 | 4     | 27,66   | 1       |                |        | 2,60           | -   | 73,04 / 100,00 |     |     |     |    |    |    |    |              |                |

### Eleições legislativas
| Data | %     | %     | %     | %     | %     | %     | %        | %     | %     | %     | %    | %   | %       | % | %  | %  |
| Data | PCP   | PS    | CDS   | PSD   | UDP   | AD    | APU/ CDU | FRS   | PRD   | PSN   | B.E. | PAN | PSD CDS | L | CH | IL |
| ---- | ----- | ----- | ----- | ----- | ----- | ----- | -------- | ----- | ----- | ----- | ---- | --- | ------- | - | -- | -- |
| 1976 | 34,73 | 25,54 | 15,92 | 11,74 | 1,85  |       |          |       |       |       |      |     |         |   |    |    |
| 1979 | APU   | 11,49 | AD    | AD    | 1,92  | 41,14 | 40,05    |       |       |       |      |     |         |   |    |    |
| 1980 | APU   | FRS   | AD    | AD    | 0,72  | 44,71 | 38,71    | 10,22 |       |       |      |     |         |   |    |    |
| 1983 | APU   | 16,22 | 4,60  | 35,48 | 0,55  |       | 38,09    |       |       |       |      |     |         |   |    |    |
| 1985 | APU   | 10,28 | 2,65  | 34,98 | 1,07  | 35,69 | 10,13    |       |       |       |      |     |         |   |    |    |
| 1987 | CDU   | 12,36 | 2,22  | 42,93 | 0,52  | 29,79 | 4,64     |       |       |       |      |     |         |   |    |    |
| 1991 | CDU   | 23,89 | 2,96  | 44,60 |       | 20,18 | 0,63     | 1,24  |       |       |      |     |         |   |    |    |
| 1995 | CDU   | 42,74 | 4,55  | 31,41 | 0,78  | 15,37 |          | 0,42  |       |       |      |     |         |   |    |    |
| 1999 | CDU   | 41,23 | 4,39  | 29,98 |       | 18,65 | 0,26     | 0,52  |       |       |      |     |         |   |    |    |
| 2002 | CDU   | 37,57 | 5,20  | 35,56 | 16,35 |       | 0,87     |       |       |       |      |     |         |   |    |    |
| 2005 | CDU   | 47,83 | 2,53  | 25,86 | 16,18 | 3,38  |          |       |       |       |      |     |         |   |    |    |
| 2009 | CDU   | 35,26 | 7,00  | 29,63 | 15,17 | 6,39  |          |       |       |       |      |     |         |   |    |    |
| 2011 | CDU   | 28,86 | 9,28  | 35,18 | 16,63 | 2,62  | 0,37     |       |       |       |      |     |         |   |    |    |
| 2015 | CDU   | 33,83 | PSD   | CDS   | 17,82 | 8,18  | 0,56     | 30,53 | 0,26  |       |      |     |         |   |    |    |
| 2019 | CDU   | 41,41 | 2,64  | 24,42 | 12,43 | 6,68  | 1,32     |       | 0,53  | 2,02  | 0,57 |     |         |   |    |    |
| 2022 | CDU   | 47,15 | 0,56  | 24,80 | 7,28  | 2,40  | 0,30     | 0,43  | 11,43 | 2,48  |      |     |         |   |    |    |
| 2024 | CDU   | 30,98 | AD    | AD    | 26,59 | 7,63  | 2,82     | 0,42  | 0,95  | 24,49 | 1,64 |     |         |   |    |    |